# Hypericaceae
Hypericaceae es una familia cosmopolita del orden Malpighiales, aceptada por la APG II (2003), con alrededor de 560 especies repartidas en 9 géneros. Se extiende desde las regiones templadas hasta los trópicos.

## Características
Plantas leñosas o herbáceas (árboles y lianas en los trópicos), glandulíferas (glándulas pedunculadas o sentadas aspecto en las hojas translúcido). Rica en aceites y resinas de color amarillo intenso, usadas como colorantes (gutagamba). Hojas opuestas o verticiladas, simples y enteras. Flores reunidas en inflorescencias terminales, en panículos, umbelas y cimas, generalmente hermafroditas, regulares, dispuestas en cimas dicasiales o solitarias (raramente); corola y cáliz con 4 - 5 piezas libres, pétalos amarillos; androceo con numerosos estambres unidos y agrupados solo por la base en 4 - 5 haces; gineceo súpero, sincárpico, con 3 - 5 carpelos, estilos libres. Frutos en cápsulas septicidas, bacciformes o drupáceos.

## Géneros
Lista de géneros y sinónimos relacionados alfabéticamente según APWeb:
- Adenotrias Jaub. & Spach = Hypericum L.
- Androsaemum Duhamel = Hypericum L.
- Androsemum Link = Hypericum L.
- Ascyrum L. = Hypericum L.
- Cratoxylum Blume
- Eliea Cambess.
- Harungana Lamarck
- Hypericum	 L.
- Lianthus N.Robson
- Olympia Spach = Hypericum L.
- Psorospermum	 Spach prob. = Harungana Lamarck
- Sanidophyllum Small = Hypericum L.
- Santomasia N. Robson
- Sarothra L. = Hypericum L.
- Takasagoya Y.Kimura = Hypericum L.
- Thornea Breedlove & McClintock
- Triadenum Rafinesque
- Vismia Vand.